# Saint-Hilaire-de-Briouze
Saint-Hilaire-de-Briouze település Franciaországban, Orne megyében. Lakosainak száma 299 fő (2022. január 1.). Saint-Hilaire-de-Briouze Faverolles, Lignou, Montreuil-au-Houlme, Pointel, Saint-André-de-Briouze, Les Yveteaux és Putanges-le-Lac községekkel határos.

## Népesség
A település népessége az elmúlt években az alábbi módon változott:
| Lakosok száma | 322  | 322  | 325  | 313  | 308  | 307  | 308  | 305  | 299  |
|               | 2013 | 2015 | 2016 | 2017 | 2018 | 2019 | 2020 | 2021 | 2022 |